# کلاغ سرقهوه‌ای
کلاغ سرقهوه‌ای(نام علمی: Corvus fuscicapillus) نام یک گونه از سرده کلاغ است.